# Wołodymyr Starosolski
Wołodymyr Stepan Starosolski, ukr. Володи́мир Степан Старосо́льський (ur. 8 stycznia 1878 w Jarosławiu, zm. 25 lutego 1942 w łagrze w Marjinsku w obwodzie kemerowskim) – ukraiński działacz społeczny i polityczny, adwokat, socjolog.

## Życiorys
Był synem Joachima (21 września 1822 – 22 lipca 1884) – działacza polskiej konspiracji niepodległościowej, burmistrza Jarosławia i naczelnika sądu powiatowego w Jarosławiu oraz Julii Anny Marianny (1845—1919), córki Jerzego Rapfa, spolonizowanego Austriaka, lekarza i burmistrza Sanoka. Miał siostrę Jadwigę (ur. 1876). Wychowywał się w środowisku polskim, ale po ojcu przejął obrządek greckokatolicki. Ukończył C. K. gimnazjum w Jarosławiu w 1896, a następnie studiował na Wydziale Prawa Uniwersytetu Jagiellońskiego (1896/1897). Po roku przeniósł się na Uniwersytet Lwowski, gdzie zaliczył kolejny rok studiów prawniczych (1897/98). Na trzeci rok studiów wyjechał do Wiednia (1898/1899), po czym wrócił do Lwowa i tam ukończył studia (1898/99). W czasie studiów działał w organizacjach ukraińskich np. Mołoda Ukraina. W 1899 został przewodniczącym Komitetu Ukraińskiej Młodzieży Akademickiej, którego celem było działanie na rzecz utworzenia we Lwowie uniwersytetu ukraińskiego. Był również działaczem „Akademycznej Hromady”.
W 1900 rozpoczął aplikację adwokacką w znanej lwowskiej kancelarii adwokackiej prowadzonej przez Michała Greka. W okresie tym związał się z ruchem socjalistycznym i uczestniczył w III Zjeździe PPS w Krakowie w dniach 29 czerwca – 1 lipca 1901. W 1902 był współorganizatorem bojkotu Uniwersytetu Lwowskiego przez studentów ukraińskich. W tym czasie nawiązał kontakt z działającą na terenie Imperium Rosyjskiego Ukraińską Partią Rewolucyjną i utworzył jej biuro zagraniczne we Lwowie.
Publikował artykuły naukowe w redagowanym przez prof. Stanisława Dnistriańskiego czasopiśmie „Czasopys Prawnycza i Ekonomyczna”. W 1903 zdał rygoroza i uzyskał na Uniwersytecie Lwowskim tytuł doktora praw. Dzięki poparciu prof. S. Dnistriańskiego przebywał w roku akademickim 1905/06 na studiach w Uniwersytecie Berlińskim, a w 1907 na Uniwersytecie w Grazu. W 1908 studiował na uniwersytecie w Heidelbergu, gdzie zetknął się ze znanym teoretykiem prawa Jerzym Jelinkiem. Do Heidelbergu powrócił ponownie w roku 1911/1912, owocem czego była praca pt. „Das Majoritätsprinzip” (Wien-Leipzig 1916).
Po odbyciu sześcioletniej aplikacji adwokackiej w pięciu różnych kancelariach adwokackich, w tym trzech polskich (2 lata u M. Greka), w 1908, wspólnie z Mikołajem Szuchewyczem otworzył kancelarię adwokacką we Lwowie przy ul. Sykstuskiej 27 (obecnie Doroszenka). Następnego roku kancelarię przenieśli do lokalu przy ul. Kościuszki 3. W listopadzie 1911 Starosolski otworzył własną kancelarię adwokacką w budynku przy ul. Kopernika 14, gdzie prowadził praktykę do wybuchu I wojny światowej.
W 1907 został członkiem Towarzystwa Robotniczego „WOLA”. Współtworzył wówczas Towarzystwo Prawników Ukraińsko-Ruskich, a 10 stycznia 1911 wstąpił do Ukraińskiej Partii Socjal-Demokratycznej (USDP).
Podczas I wojny światowej był członkiem Głównej Rady Ukraińskiej, przewodniczącym Towarzystwa Ukraińskich Strzelców Siczowych i zarządu Legionu Ukraińskich Strzelców Siczowych. Współpracował z Związkiem Wyzwolenia Ukrainy w Wiedniu, który zrzeszał ukraińskich emigrantów z Rosji. W stopniu porucznika, a potem kapitana zajmował się głównie pracą wychowawczą. W 1915 opublikował w Wiedniu broszurę pt. „Nacionalnyj i socjalnyj moment w ukrainskoij istorij”. W 1918 został członkiem Ukraińskiego Generalnego Komitetu Wojskowego, który przygotował plan zajęcia Lwowa i Galicji Wschodniej. Na wieść o wybuchu walk o Lwów w czasie wojny polsko-ukraińskiej wyruszył 1 listopada 1918 wraz z oddziałem USS z Bukowiny do Lwowa. We Lwowie aresztowany przez Polaków i osadzony w obozie jenieckim „Dąbie” koło Krakowa. Wolność odzyskał w październiku 1919 po wymianie jeńców między Polską a Zachodnioukraińską Republiką Ludową. Przez krótki okres był adiutantem dowódcy Ukraińskiej Armii Halickiej gen. Myrona Tarnawskiego. Był w opozycji do Jewhena Petruszewycza. Jesienią 1919 r. wszedł do rządu Ukraińskiej Republiki Ludowej Isaaka Mazepy jako kierownik Ministerstwa Spraw Zagranicznych (pełniący obowiązki ministra). Odbywał kilkakrotnie misje do Warszawy. W 1919 r. powołany został na stanowisko profesora prawa państwowego na Ukraińskim Uniwersytecie Państwowym w Kamieńcu Podolskim, ale katedry nie objął.
W 1920 wyjechał do Wiednia. W 1921 został profesorem Ukraińskiego Wolnego Uniwersytetu przeniesionego do Pragi w Czechosłowacji. Jednocześnie wykładał prawo państwowe w Ukraińskiej Akademii Gospodarczej w Podebradach. W 1924 został członkiem rzeczywistym Towarzystwa Naukowego im. Tarasa Szewczenki. W 1927 został członkiem Ukraińskiego Instytutu Naukowego w Berlinie.
W 1927 powrócił do Lwowa i podjął praktykę adwokacką. Był aktywnym członkiem Sojuzu Ukraińskich Adwokatów oraz Lwowskiej Izby Adwokackiej. W latach trzydziestych był obrońcą w procesach politycznych np. Ukraińskiej Organizacji Wojskowej, a następnie Organizacji Ukraińskich Nacjonalistów. Był znakomitym adwokatem. Piękny język, trafny dobór argumentów, krasomówstwo sprawiły, że cieszył się dużym autorytetem także wśród środowisk polskich. Powołany został do Naczelnej Rady Adwokackiej w Warszawie. Był zwolennikiem porozumienia i współpracy z Polakami. W latach 1937–39 był prezesem Ukraińskiej Partii Socjal-Demokratycznej.
Po zajęciu Lwowa przez Sowietów otrzymał propozycję podjęcia pracy jako profesor prawa państwowego w Uniwersytecie Lwowskim. Zanim do tego doszło, w grudniu 1939 został przy współudziale radzieckiego rektora Uniwersytetu M. Marczenko, aresztowany przez NKWD, przewieziony do Kijowa. Tam został skazany na 10 lat łagru. Zmarł w obozie w Marjinsku na Zachodniej Syberii 25 lutego 1942. Rząd RP na uchodźstwie do 1943 czynił jeszcze starania o uwolnienie go.
Synem Włodzimierza był Jurij Starosolski (1907–1991).

## Prace
- Nacionalnyj i socjalnyj moment w ukrainskoij istorij, Wien 1915,
- Teoria nacji, Wieden 1922, wyd. 2, New York 1966,
- Do pytania pro reformu derżawu, „Zapiski NTsz” 1924, t. 138–140,
- Derżawa i polityczne prawo, 1925,
- Metodolohyczna problema w nauc’i pro derżawu, [w:] „Juwylejnyj zbirnyk w czest prof. Stanisława Dnistranskoho”, Praha 1925.

## Literatura
- A. Redzik, Starosolski Włodzimierz Stefan (Starosolskyj Wołodymyr) (1878–1942), Słownik Biograficzny Adwokatów Polskich, t. II, z. 3–4, Warszawa 2007, s. 475–476.
- A. Redzik, Wydział Prawa Uniwersytetu Lwowskiego w latach 1939–1946, Lublin 2006.
- S. Stępień, Starosolski Włodzimierz Stefan (Starosols’kyj Wołodymyr Stepan) (1878–1942), w: Polski Słownik Biograficzny, t. 42, s. 341–343.